# Matteo Darmian
Matteo Darmian (Legnano, 2 de dezembro de 1989) é um futebolista italiano que atua como lateral-direito e zagueiro. Atualmente, joga na Internazionale.

## Clubes

### Milan
Darmian foi formado na base do AC Milan. A estreia na equipe principal aconteceu no dia 28 de novembro de 2006, aos 16 anos, pela Copa da Itália, em um empate contra o Brescia.
Já a sua primeira partida pelo Campeonato Italiano aconteceu na temporada seguinte, diante da Udinese.[carece de fontes?]

### Torino
O Torino o contratou em 12 de julho de 2011, juntamente com polonês Kamil Glik, ambos vindos do Palermo.

### Manchester United
Em 11 de julho de 2015, foi contratado pelo Manchester United por quatro temporadas.

### Parma
Em 02 de setembro de 2019, foi comprado pelo Parma, pelo valor de 1,5 milhões de euros, por 4 temporadas.

### Internazionale
Em 05 de outubro de 2020, foi anunciado como reforço da Internazionale por empréstimo. Fez a sua estreia, no dia 21 de outubro de 2020, em um empate por 2-2, contra o Borussia Mönchengladbach, na Liga dos Campeões da UEFA 2020–21.

## Seleção Nacional
Estreou pela Seleção Italiana principal em 31 de maio de 2014, em partida amistosa contra a Irlanda. Participou da Copa do Mundo FIFA de 2014. Foi convocado, por Antonio Conte, para a disputa da UEFA Euro 2016.

## Títulos
Manchester United
- Liga Europa da UEFA: 2016–17
- Copa da Inglaterra: 2015–16[10]
- Copa da Liga Inglesa: 2016–17

Internazionale
- Campeonato Italiano: 2020–21[11] e 2023–24
- Copa da Itália: 2021–22, 2022–23
- Supercopa da Itália: 2021[12], 2022 e 2023